# Gene Reynolds
Pour les articles homonymes, voir Reynolds.
Eugene Reynolds Blumenthal, dit Gene Reynolds, est un réalisateur, acteur, producteur et scénariste américain né le 4 avril 1923 à Cleveland (Ohio, États-Unis), et mort le 3 février 2020 à Burbank (Californie, États-Unis).

## Biographie
Gene Reynolds est né le 4 avril 1923, et est le fils de Frank Eugene Blumenthal et Maude Evelyn Blumenthal. Natif de Cleveland, dans l'Ohio, il a grandi à Détroit, dans le Michigan, où son père Frank était un homme d'affaires et entrepreneur. La famille a également vécu à Los Angeles, en Californie, où elle a déménagé en 1934 ; Gene Reynolds avait alors 11 ans.
Il fit ses débuts à l'écran la même année, dans Washee Ironee de Our Gang ; et fit de nombreuses apparitions durant les trois décennies suivantes, dans des films comme Old Chicago (1937), Captains Courageous (1937), Love Finds Andy Hardy (1938), Boys Town (1938), Ils auront de la musique (1939), Santa Fe Trail (1940), Eagle Squadron (1942) et The Country Girl (1954) et des séries télévisées comme Love Lucy, Armstrong Circle Theatre, Whirlybirds et Hallmark Hall of Fame . Il a signé un contrat avec MGM entre 1937 et 1940, et fut engagé dans l'armée américaine pendant la Seconde Guerre mondiale.
En 1957, Gene Reynolds se joint à Frank Gruber et James Brooks pour créer Tales of Wells Fargo, pour la NBC.  Au cours des cinq années du programme, il a écrit et réalisé de nombreux épisodes.  Des crédits de direction supplémentaires incluent plusieurs épisodes de Leave It to Beaver, Le spectacle Andy Griffith, La fille du fermier, Mes trois fils, La troupe F, Hogan's Heroes, Salle 222, et Many Happy Returns.
En tant que scénariste, réalisateur et producteur, Gene Reynolds a été impliqué dans deux séries de CBS jugées très réussies dans les années 1970 et au début des années 1980.  Entre 1972 et 1983, il a produit 120 épisodes de "M*A*S*H" , qu'il a co-créé avec Larry Gelbart , et pour lequel il a également écrit 11 épisodes et réalisé 24. Pendant cette même période, il a produit 22 épisodes de Lou Grant , pour lequel il a écrit (ou co-écrit) 5 épisodes et réalisé 11.
Gene Reynolds a été nommé pour vingt-quatre Emmy Awards et remporté six récompenses , dont deux Primetime Emmy Award for Outstanding Comedy Series pour M*A*S*H et un Primetime Emmy Award for Outstanding Drama Series à deux reprises pour Lou Grant, qui lui a également valu un prix Humanitas. Il a remporté deux fois le Prix de la Guilde des Réalisateurs de l'Amérique pour la réalisation exceptionnelle d'une série comique, pour son travail sur M*A*S*H, ainsi que le Prix de la Guilde des Réalisateurs de l'Amérique pour la direction exceptionnelle d'une série dramatique . 
Gene Reynolds a été élu président de la Directors Guild of America en 1993, poste qu'il a occupé pendant quatre ans. 

### Vie privée
Gene Reynolds épouse en 1967 Bonnie Jones, une actrice apparue dans cinq épisodes de M*A*S*H, dans le rôle du lieutenant Barbara Bannerman. Neuf ans plus tard, en 1976, le couple divorce ; Reynolds se remarie en 1979 avec l'actrice Ann Sweeny, qui est également apparue dans  M*A*S*H, jouant le personnage de l'infirmière Carrie Donovan dans deux épisodes. Ils ont eu ensemble un fils, Andrew Reynolds.

## Filmographie

### Comme réalisateur
- 1956 : Diane : Montecuculli
- 1957 : Tales of Wells Fargo (série télévisée)
- 1957 : Leave It to Beaver (série télévisée)
- 1958 : 77 Sunset Strip (série télévisée)
- 1960 : Mes trois fils (My Three Sons) (série télévisée)
- 1960 : Au nom de la loi (Wanted: Dead or Alive) (série télévisée)
- 1960 : The Andy Griffith Show (série télévisée)
- 1961 : Le Père de la mariée (Father of the Bride) (série télévisée)
- 1961 : Margie (en) (série télévisée)
- 1963 : Swingin' Together (TV)
- 1963 : The Farmer's Daughter (série télévisée)
- 1964 : Many Happy Returns (série télévisée)
- 1964 : Les Monstres (The Munsters) (série télévisée)
- 1965 : F Troop (série télévisée)
- 1966 : Run Buddy Run (série télévisée)
- 1967 : Captain Nice (Captain Nice) (série télévisée)
- 1968 : Madame et son fantôme (The Ghost & Mrs. Muir) (série télévisée)
- 1969 : Anderson and Company (TV)
- 1969 : Room 222 (série télévisée)
- 1970 : Southern Fried (TV)
- 1974 : If I Love You, Am I Trapped Forever? (TV)
- 1977 : The Fitzpatricks (série télévisée)
- 1983 : In Defense of Kids (TV)
- 1984 : The Duck Factory (série télévisée)
- 1986 : Doing Life (TV)
- 1989 : Studio 5-B (série télévisée)
- 1991 : The Whereabouts of Jenny (TV)
- 1993 : Mystères à Santa Rita (Second Chances) (série télévisée)
- 1994 : Christy (Christy) (série télévisée)
- 1994 : Mon ange (Touched by an Angel) (série télévisée)
- 1996 : Promised Land (en) (série télévisée)
- 1999 : How to Get There

### Comme acteur
- 1934 : Washee Ironee
- 1935 : Transient Lady
- 1935 : Teacher's Beau
- 1936 : Too Many Parents de Robert F. McGowan : Cadet
- 1936 : Le Chant des cloches (Sins of Man) d'Otto Brower et Gregory Ratoff : Karl Freyman as a Boy
- 1936 : Thank You, Jeeves! : Pea-Shooting American Boy
- 1937 : L'Incendie de Chicago (In Old Chicago) d'Henry King : Dion O'Leary as a Boy
- 1937 : Capitaines courageux (Captains Courageous) de Victor Fleming
- 1937 : The Californian (it) de Gus Meins : Ramon as a Child
- 1937 : Madame X : Raymond Fleuriot, Âge 12-14
- 1937 : Thunder Trail (en) de Charles Barton : Richard Ames at 14
- 1938 : Of Human Hearts : Jason Wilkins as a Child
- 1938 : L'amour frappe André Hardy (Love Finds Andy Hardy) : James 'Jimmy' MacMahon, Jr.
- 1938 : The Crowd Roars (La Foule en délire) : Tommy McCoy, as a boy
- 1938 : Des hommes sont nés (Boys Town) de Norman Taurog : Tony Ponessa
- 1939 : The Spirit of Culver : Carruthers
- 1939 : The Flying Irishman : Clyde 'Douglas' Corrigan
- 1939 : They Shall Have Music : Frankie Smith
- 1939 : Bad Little Angel : Thomas 'Tommy' Wilks
- 1940 : L'Oiseau bleu (The Blue Bird) : Studious Boy
- 1940 : La Vie de Thomas Edison (Edison, the Man) de Clarence Brown : Jimmy Price
- 1940 : La Tempête qui tue (The Mortal Storm), de Frank Borzage : Rudi Roth
- 1940 : Gallant Sons de George B. Seitz : Johnny Davis
- 1940 : La Piste de Santa Fé (Santa Fe Trail) : Jason Brown
- 1941 : La Secrétaire privée d'André Hardy (Andy Hardy's Private Secretary) : Jimmy McMahon
- 1941 : Le Châtiment (The Penalty) de Harold S. Bucquet : Russell 'Roosty' Nelson
- 1941 : Adventure in Washington : Marty Driscoll
- 1942 : Tamara de Tahiti (The Tuttles of Tahiti) de Charles Vidor : Lu
- 1942 : Junior G-Men of the Air : Eddie Holden
- 1942 : L'Escadrille des aigles (Eagle Squadron) : The kid
- 1948 : Jungle Patrol : Lt. Marion Minor
- 1949 : Le Chat sauvage (The Big Cat) : Wid Hawks, Gil' Son
- 1949 : Slattery's Hurricane : Control tower operator
- 1953 : L'Affaire de la 99ème rue (99 River Street) : Chuck
- 1954 : Prisoner of War : Capt. Richard Collingswood
- 1954 : Down Three Dark Streets d'Arnold Laven : Vince Angelino
- 1954 : Une fille de la province (The Country Girl) : Larry
- 1955 : Les Ponts du Toko-Ri (The Bridges at Toko-Ri) : CIC Officer
- 1955 : Le Tigre du ciel (The McConnell Story) : B-17 Pilot

### Comme producteur
- 1968 : Madame et son fantôme ("The Ghost & Mrs. Muir") (série télévisée)
- 1969 : Anderson and Company (TV)
- 1969 : Room 222 (série télévisée)
- 1970 : Southern Fried (TV)
- 1972 : Anna et le roi ("Anna and the King") (série télévisée)
- 1972-1983 : M*A*S*H
- 1974 : If I Love You, Am I Trapped Forever? (TV)
- 1977 : Lou Grant ("Lou Grant") (série télévisée)
- 1986 : Doing Life (TV)
- 1991 : The Whereabouts of Jenny (TV)
- 1991 : Memories of M*A*S*H (TV)
- 2002 : 'M*A*S*H': 30th Anniversary Reunion (TV)